# Liste des plages du Léman
Cet article présente une liste des plages et autres sites de baignade du Léman.
Il s'agit autant de simple accès au lac sans aménagements particuliers que de véritables plages avec équipements sportifs, buvettes, espaces verts. La plage d'Excenevex est la seule plage de sable naturel du Léman. La référence principale pour l'établissement de cette liste est l'ouvrage Plouf! Une histoire de la baignade dans le Léman dont nous conservons l'ordre de présentation. Nous complétons la liste à l'aide de quelques articles de presse. En Suisse, l'Office Fédéral de l'Environnement (OFEV) et l'Office Fédéral de la Santé (OFSP) édictent des recommandations pour l'analyse de la qualité des eaux de baignades. Les données recueillies sont publiés sur le Géo Portail de l'administration fédérale. En France, sur la base des directives européennes, le ministère de la santé élabore la réglementation sur les contrôles qui sont ensuite mis en œuvre par les agences régionales de santé. Une carte de la qualité des eaux de baignade est publiée le site du minsitère de la santé. Depuis une autorisation municipale datant de 1997, la plage de la Pinède à Thonon-les-Bains est la seule plage du Léman où le naturisme est autorisé.

## Genève (rive droite)
- Bains des Pâquis, Genève
- Parc de la Perle du Lac— accès au lac, Genève
- Plage de l'ONU, Genève
- Plage du Reposoir, Pregny-Chambesy
- Plage de Pregny-Chambesy, accès réservé aux résidents de la commune [9]

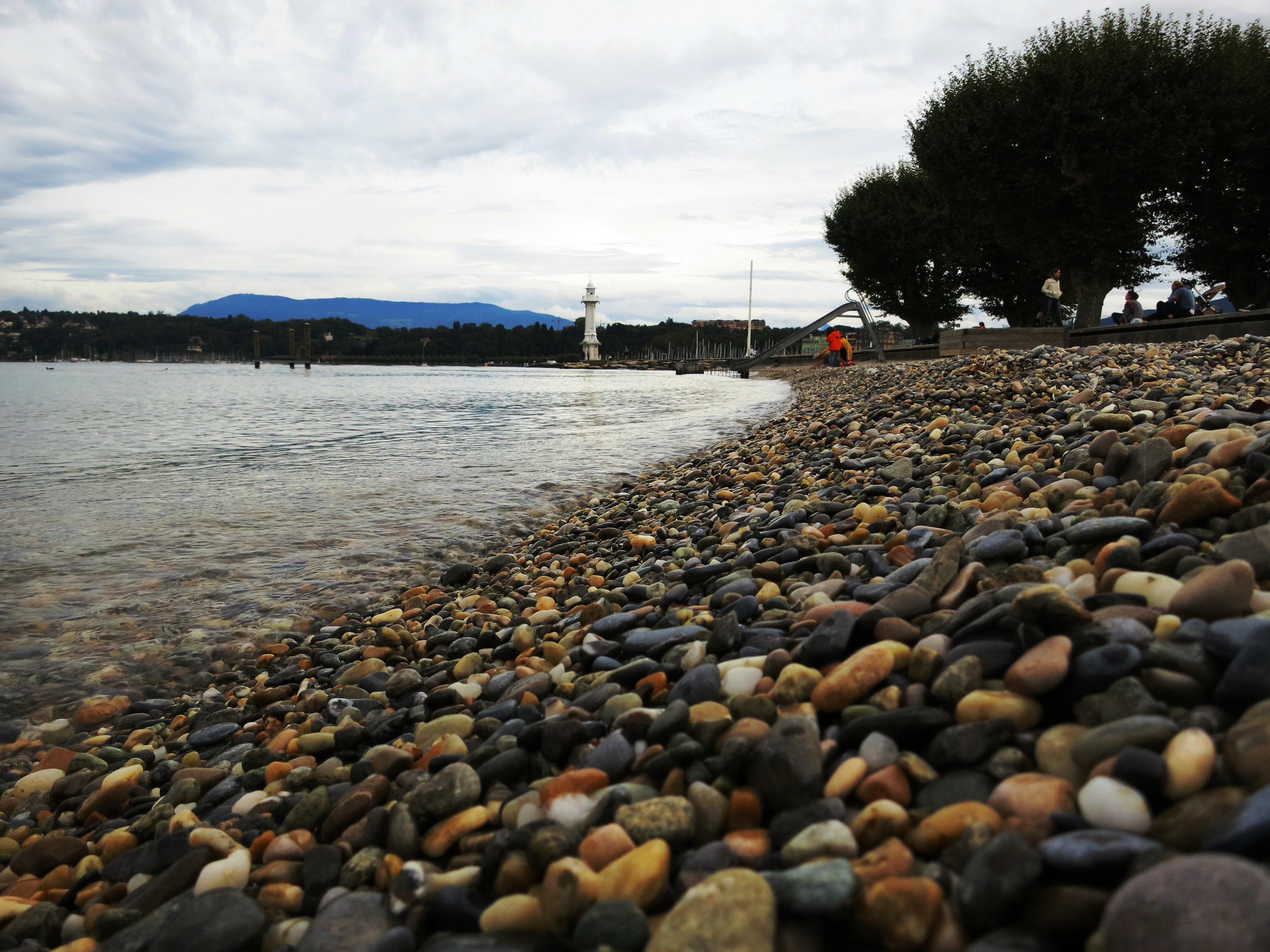
Bains des Pâquis

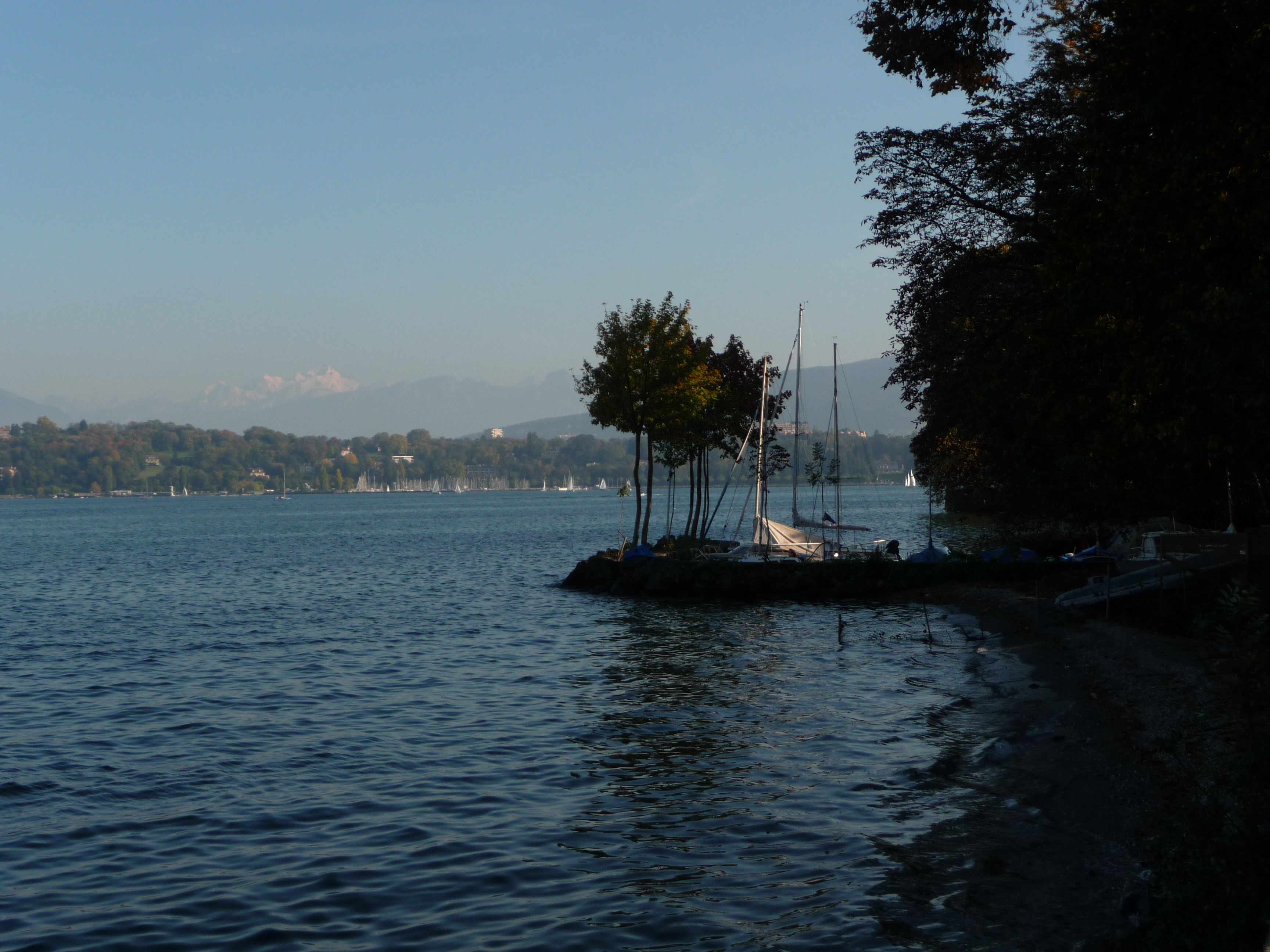
Parc de la Perle du Lac

- Le Vengeron aval, Bellevue
- Le vengeron centre, Bellevue
- Port-Gitana, Bellevue
- Bains de Saugy, Genthod
- Creux-de-Genthod, Genthod
- La Bécassine, Versoix
- Plage de Versoix[note 1]
- Plage de Céligny

## Vaud
- Plage de Mies
- Plage des Rocailles, Coppet
- Plage de la Piscine de Colovray, Nyon
- Plage des Trois-Jetées, Nyon
- Plage de Promenthoux, Prangins
- Plage de Gland
- Plage Au Tauny, Dully
- Plage A.B.C., Rolle
- Plage du Plongeron, Perroy
- Plage de la Pêcherie, Allaman
- Plage des Bâtiaux, Allaman
- Plage de l'embouchure de l'Aubonne, Allaman
- Plage de la Maulaz, Buchillon
- Plage des Mellières, Buchillon
- Plage du Coulet, Saint-Prex
- Bains des Hommes, Saint-Prex
- Bains des Dames, Saint-Prex
- Le Boiron, saint-Prex
- Plage du Stand, Tolochenaz
- Port du Petit-Bois, Morges
- La Cure d'Air, Morges
- Extrémité Est, Préverenges
- Centre, Préverenges
- Extrémité Ouest, Préverenges
- Le Laviau, Saint-Sulpice
- Le Pélican, Saint-Sulpice
- Dorigny - La Chamberonne, Saint-Sulpice
- Le Parc Bourget, Lausanne
- La Vaudaire, Lausanne
- Le Flon, Lausanne
- Plage et Bains de Bellerive, Lausanne

- Les Rives du Lac Ouest, Pully
- Les Rives du Lac Est, Pully
- Pully plage
- Plage de Paudex
- Plage du Petit-Port, Lutry
- Curtinaux, Lutry
- Mémise, Lutry
- Plage de Villette, Bourg-en-Lavaux
- Grandvaux - La Maladaire, Bourg-en-Lavaux
- Cully - Bain des Hommes, Bourg-en-Lavaux
- Cully - Bain des Dames, Bourg-en-Lavaux
- Cully - Plage de Moratel, Bourg-en-Lavaux
- Épesses - La Budaz, Bourg-en-Lavaux
- Épesses - La Piquettaz, Bourg-en-Lavaux
- Plage de Rivaz
- La Pichette, Chardonne
- La Crottaz, Corseaux
- Plage de Corseaux
- Centre nautique et balnéaire, Vevey

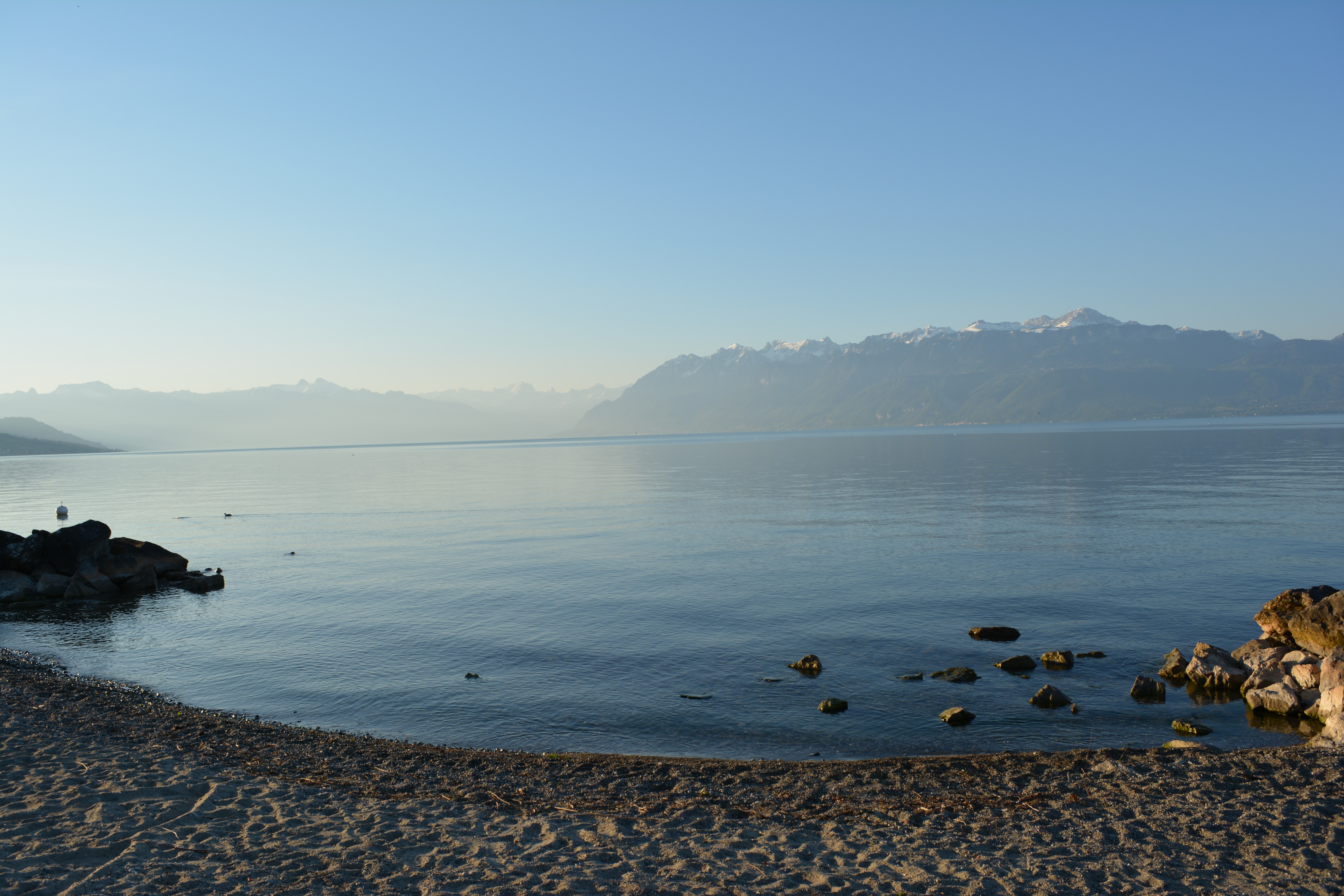
Pully Sentier des Rives du Lac

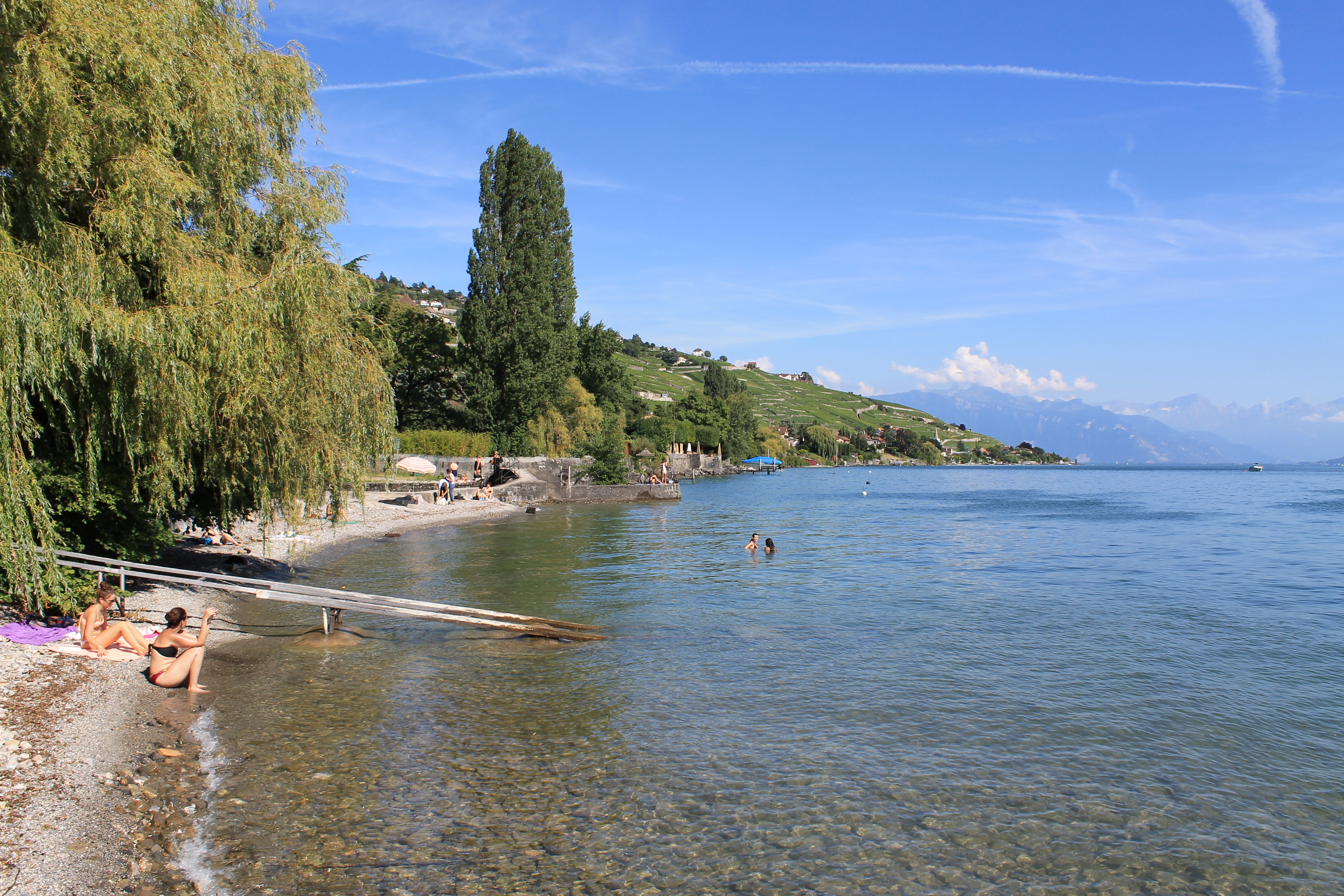
Lutry

- Parc de l'Arabie, Vevey
- Le Port, La Tour-de-Peilz
- La Poteylaz, La Tour-de-Peilz
- La Becque, La Tour-de-Peilz
- Le Basset, Montreux/Clarens
- Le Pierrier, Montreux/Clarens
- Plage de Chillon, Veytaux
- Plage Les Marines, Villeneuve
- Chaufour, Villeneuve
- Plage du Camping, Noville

## Valais
- Plage de Rive-Bleue, Le Bouveret
- Plage de Saint-Gingolph (CH)

## France
- Plage municipale, Saint-Gingolph (FR)
- Plage municipale, Meillerie
- Plage de Vindry, Lugrin
- Plage de Tourronde, Lugrin
- Plage de Grande-Rive, Neuvecelle
- Centre Nautique, Évian-les-Bains
- Plage Municipale, Publier
- Saint-Disdille, Thonon-les-Bains
- Plage de la Pinède, Thonon-les-Bains
- Centre Nautique, Thonon-les-Bains
- Champs de l'eau, Anthy-sur-Léman
- Plage de Chantrel, Anthy-sur-Léman

- Plage municipale, Anthy-sur-Léman
- Plage de Séchex, Anthy-sur-Léman
- Plage du Redon, Margencel
- Plage municipale, Sciez
- Plage municipale, Excenevex
- Plage de la Garite, Yvoire
- Plage municipale, Messery
- Plage de la Pointe, Messery
- Plage de Beauregard, Chens-sur-Léman
- Plage de Tougues, Chens-sur-Léman

## Genève (rive gauche)
- Embouchure de l'Hermance, Hermance
- Plage d'Hermance
- Plage d'Anières
- Débarcadère d'Anières
- Coriser-Port, Corsier
- La Savonnière, Collonge-Bellerive
- Parc de la Nymphe, Collonge-Bellerive
- Le Port-Bleu, Collonge-Bellerive
- Débarcadère de Collonge-Bellerive
- Pointe à la Bise aval, Collonge-Bellerive

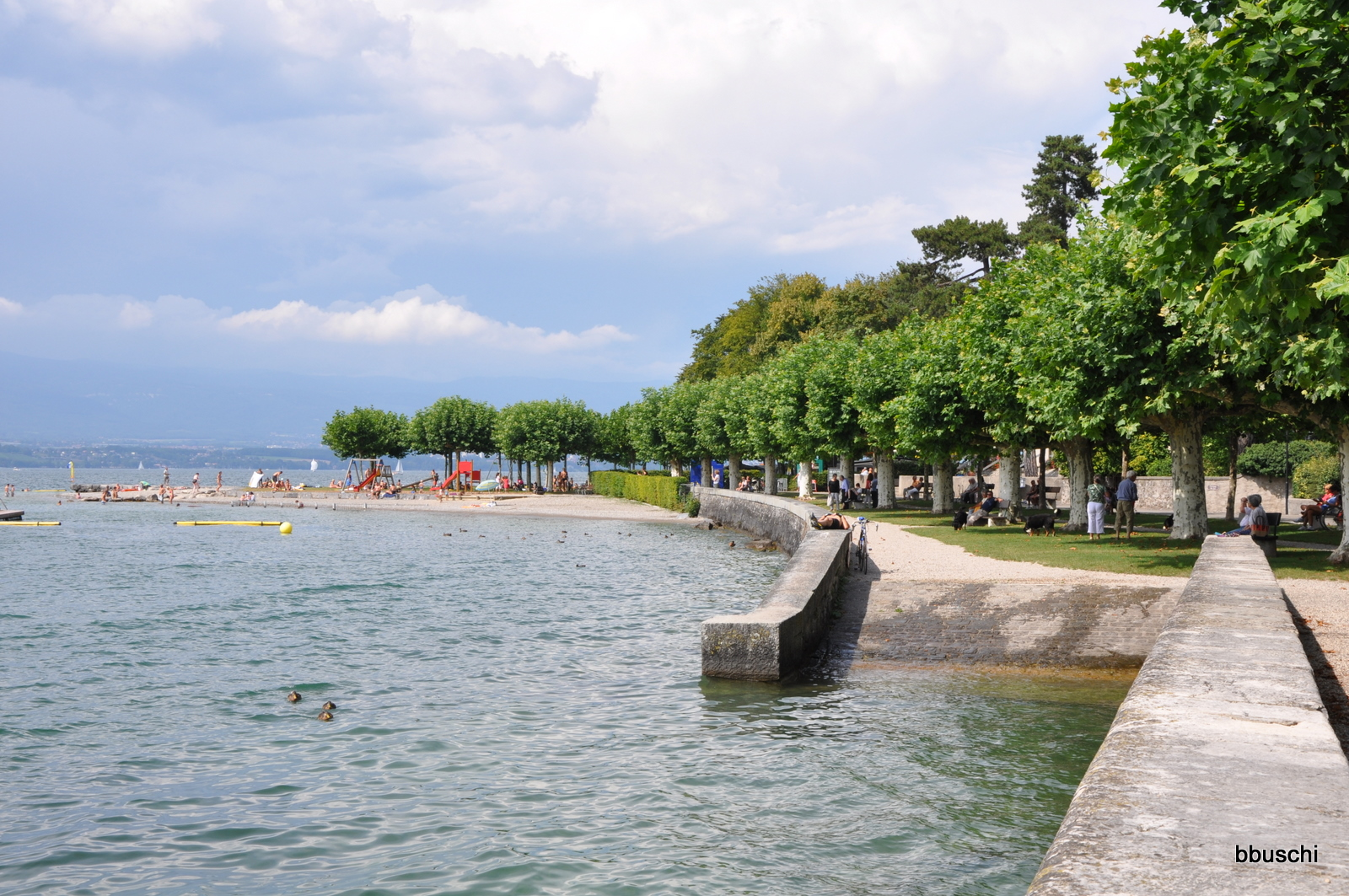
Hermance, le quai et la plage

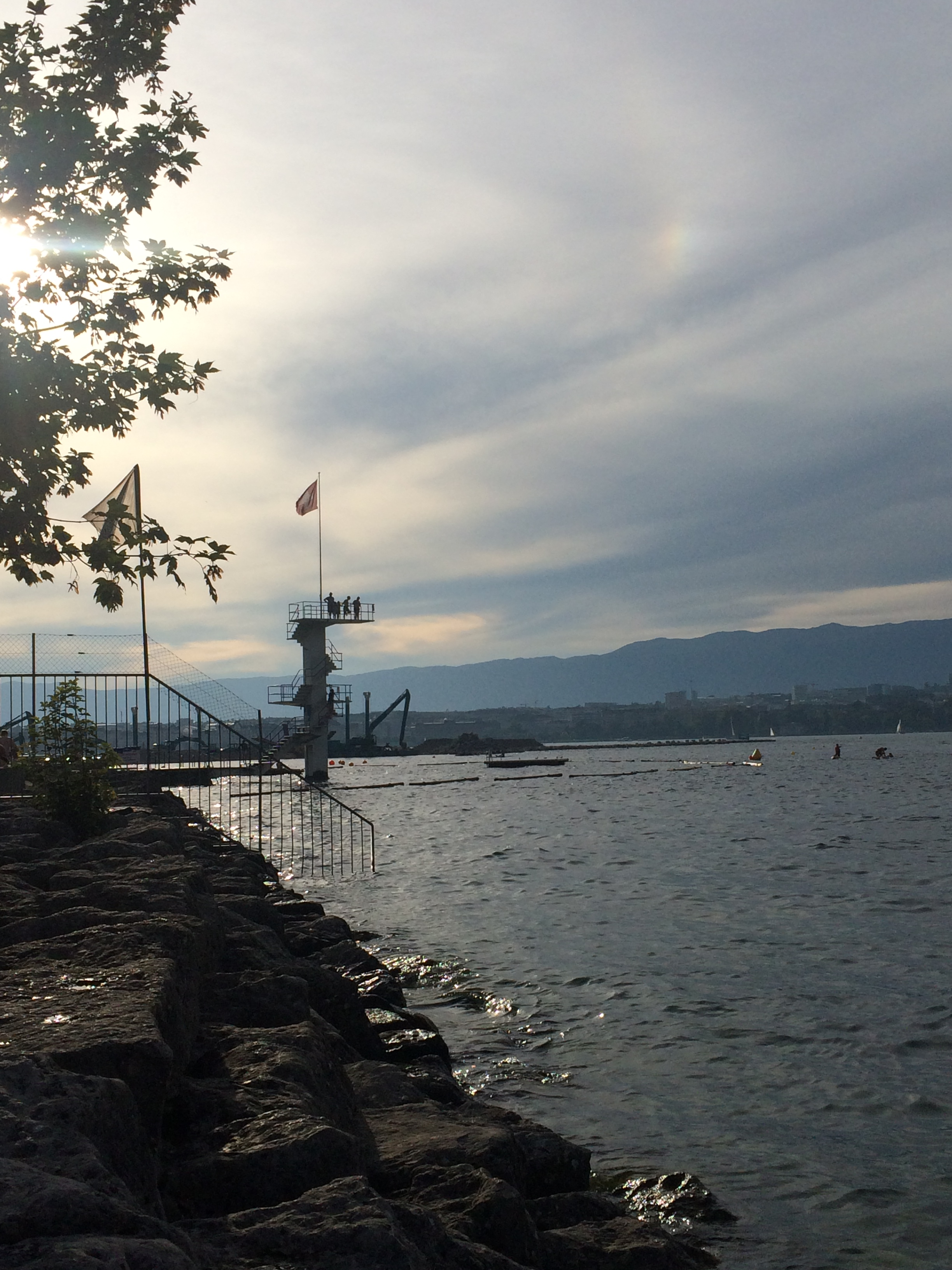
Plongeoir de Genève-Plage

- La Belotte, Cologny
- Quai de Cologny, Cologny[10]
- Genève-Plage, Genève
- Plage des Eaux-Vives, Genève[note 2]
- Baby-Plage, Genève[note 3]

## Baignade lémanique dans la culture
La Pêche miraculeuse, tableau de Konrad Witz peint en 1444.